# Дејви-Браун индекс
Дејви-Браун индекс ДБИ (енгл.Davie-Brown index) је независан индекс за бренд маркетаре (тржиште) и агенције које одрђују количину или квантификују потрошачка опажања за више од 2.900 познатих личности, укључујући телевизијске и филмске звезде, музичке уметнике, риалити звезде, јавне личности, политичаре, спортисте и пословни лидери.
Развијен 2006. године од стране Шарп Аналитика (енгл.Sharp Analitic) и лиценциран (етикетиран), од стране одељења за познате личности Маркетиншке армије -(енгл. {The Marketing Arm})-, које представља промотивне агенције Омником (енгл.Omnicom)- групе. ДБИ обезбеђује маркетарима систематски приступ за квантификовање познатих личности у њиховим рекламним и маркетинг иницијативама. ДБИ подаци су дизајнирани како би помогли да се одреди способност славних личност како они утичу на склоност ка неком брендуи и сврси те куповине.
Према различитим новинарским изворима, ДБИ се састоји од 1,5 милиона чланова, чланови истраживачке комисије оцењују свесност славних, молбу и значајност имиџа бренда као и његов утицај на понашање корисника приликом куповине. Испитаници који су свесни одреређене познате личности добијају упитник са стандардним сетом питања која се односе на ту славну личност. Користи се скала од шест тачака, потрошачи оцењују познате личности кроз седам кључних особина: апел, пробојност,тренд сетер, утицај, поверење, одобрење и амбиција (тежња). Крајњи ДБИ резултат се сваки пут повећава када се славна личност усаврши или побољша, а може и да се умањи на кључне демографске податке, укључујући пол, старост и етничку припадност.
Ажурирање се врши једном недељном, рангирање особина ДБИ-а је динамично и променљиво у зависности од већих догађаја (нпр. Награде за индустрију, позитивне / негативне вести итд.).
У 2013. години, Маркетиншка армија (Marketing Arm) партнер са Репуцом (Repucom), фирмом која се бави истраживање тржишта. заједно су лансирали овај индекс на дванест међународних тржишта.